# Maria Rotheiser-Scotti
Maria Rotheiser-Scotti (* in Wien) ist eine österreichische Diplomatin und seit 2021 Botschafterin in der Schweiz.

## Leben
Maria Rotheiser-Scotti wurde in Wien geboren. Sie ist promovierte Rechtswissenschaftlerin an der Universität Wien und studierte im Weiteren Internationales Recht am Institut Universitaire des Hautes Etudes Internationales in Genf.
Rotheiser-Scotti ist verheiratet und hat zwei erwachsene Kinder. 

## Diplomatische Karriere
Im Jahr 1987 trat sie in den diplomatischen Dienst ein und wurde bereits 1988 als Attachée an die österreichische Botschaft Islamabad entsandt. Zwischen 1990 und 1996 war Maria Rotheiser-Scotti an der österreichischen Vertretung bei den Vereinten Nationen in New York tätig und wurde unter anderem zur Vizevorsitzenden des 5. Komitees der 47. Generalversammlung der UN (1992–1993) und zur Vorsitzenden des Konferenzkomitees der UN (1994) gewählt. Von 2002 bis 2007 war sie stellvertretende Missionschefin an der Österreichischen Vertretung bei der Organisation für wirtschaftliche Zusammenarbeit und Entwicklung (OECD) in Paris.
Von 1996 bis 1998 war Maria Rotheiser-Scotti stellvertretende Kabinettschefin der Staatssekretärin im Außenministerium Benita Ferrero-Waldner. Weitere Inlandsfunktionen im Außenministerium umfassten Tätigkeiten in der Abteilung für Westeuropa, Nord- und Südamerika sowie in den Abteilungen für humanitäre Hilfe und internationale Organisationen.
Von 2014 bis 2018 war Maria Rotheiser-Scotti österreichische Botschafterin für das Fürstentum Liechtenstein (mit Sitz in Wien) und wurde im Rahmen dieser Tätigkeit mit dem Grosskreuz des Fürstentums Liechtenstein ausgezeichnet. Sie leitete von 2014 bis 2017 das Büro des Generalsekretärs für auswärtige Angelegenheiten und zuvor die Abteilung für multilaterale Entwicklungszusammenarbeit im Außenministerium (2007 bis 2014).
Vom November 2017 bis Juli 2021 war Rotheiser-Scotti österreichische Botschafterin im Königreich Dänemark und nicht residente Botschafterin in der Republik Island. Königin Margrethe II. von Dänemark verlieh der Botschafterin das Großkreuz des Dannebrogordens für ihre Tätigkeit in Dänemark.
Am 29. Juli 2021 hat Botschafterin Maria Rotheiser-Scotti die Leitung der österreichischen Botschaft in Bern übernommen und ihr Akkreditierungsschreiben am 29. September 2021 an Bundespräsident Guy Parmelin übergeben.

## Zitate
«In Frankreich wird man schief angeschaut, wenn man nach einem Jahr noch beim Kind ist. In Österreich wird man schief angeschaut, wenn man sein Kind in die Krippe gibt.»
Kleine Zeitung, 10. Mai 2013